# Maestras costureras
Maestras costureras fue una organización gremial francesa para costureras y modistas dentro de la ciudad de París, activa del 30 de marzo de 1675 hasta 1791. Era uno de los únicamente tres gremios abiertos a mujeres en París con anterioridad a 1776, los otros dos eran el de las Maitresses bouquetieres y el de las Maîtresses marchandes lingères.
Tenían permiso para fabricar ropa para mujeres y niños, con la excepción del más caro vestido femenino de corte. Esto las colocaba en competición con el gremio de los sastres, que tenían permiso para fabricar ropa para ambos hombres y mujeres. 
El gremio era un poco inusual: aunque la ocupación de costurera era muy común y socialmente aceptada para una mujer, normalmente se practicaba fuera de los gremios en Europa con anterioridad al siglo XIX, y era discriminada por los gremios de sastres. En París era raro que existiera un verdadero gremio de costureras, pero se incrementó con las Marchandes de modes en 1776.